# Architis ikuruwa
Architis ikuruwa là một loài nhện trong họ Pisauridae.
Loài này thuộc chi Architis. Architis ikuruwa được miêu tả năm 1981 bởi Carico.